# Dorothy Eady
Dorothy Louise Eady, auch bekannt als Omm Sety oder Om Seti (* 16. Januar 1904 in Blackheath, London; † 21. April 1981 in Al Araba Al Madfuna, Ägypten), war eine britische Antiquitätenverwalterin und Forscherin. Sie war Wärterin des Totentempels Sethos’ I. von Abydos  und technische Zeichnerin für den Supreme Council of Antiquities. Sie wurde bekannt für ihre Behauptung, in einem früheren Leben eine Priesterin im Tempel von Sethos I. gewesen zu sein und mit diesem eine Beziehung geführt zu haben. Sie war Anhängerin des Kemetismus.

## Leben
Dorothy Eady wurde in eine irischstämmige Familie der unteren Mittelschicht von London geboren. Im Alter von drei Jahren hatte sie einen schweren Unfall, bei dem sie die Treppe herunterfiel. Nach einigen Angaben wurde sie kurzzeitig für tot erklärt, nach anderen erlitt sie lediglich Verletzungen. Nach dem Vorfall hatte sie Träume und Visionen, sprach mit einem fremden Akzent und forderte ihre Eltern auf, sie „nach Hause“ zu bringen. Nachdem sie von ihren Eltern zu einem Besuch des British Museum mitgenommen wurde und ein Foto im Ausstellungsraum des Tempels von Sethos I. betrachtete, erkannte sie diesen wieder und behauptete, bei „ihrem Volk“ angekommen zu sein. Eady beschäftigte sich ausführlich mit der altägyptischen Sprache und Kultur und wurde eine Anhängerin der altägyptischen Religion.
Als sie die Schule mit sechzehn Jahren verließ, besuchte sie Museen und archäologische Stätten in ganz Großbritannien. Im Alter von siebenundzwanzig Jahren begann sie, in London für ein ägyptisches Public-Relations-Magazin zu arbeiten, für das sie Artikel schrieb und Karikaturen zeichnete, die ihre politische Unterstützung für ein unabhängiges Ägypten widerspiegelten. Während dieser Zeit lernte sie ihren zukünftigen Ehemann Eman Abdel Meguid, einen ägyptischen Studenten, kennen, mit dem sie weiterhin korrespondierte, als er nach Hause zurückkehrte. Sie zog schließlich im Jahr 1931 nach Ägypten und heiratete Meguid. Ihren gemeinsamen Sohn nannten sie Sety (Sethos), wovon sich ihr volkstümlicher Name ‚Omm Sety‘ („Mutter von Sety“) ableitet. Die Ehe hielt allerdings nur vier Jahre lang.
In Ägypten arbeitete Eady mit Ägyptologen zusammen und erforschte die ägyptische Folklore und ihren Einfluss auf die moderne ägyptische Kultur. Trotz ihrer fehlenden Ausbildung veröffentlichte sie zahlreiche Artikel und Bücher über das alte Ägypten, welche breite Anerkennung fanden. Sie wurde schließlich technische Zeichnerin für den Supreme Council of Antiquities, die oberste Denkmalschutzbehörde Ägyptens. Ab den 1950er Jahren erforschte sie den Totentempel des Sethos I. in Abydos. Sie ging 1969 in den Ruhestand. Bevor sie starb, baute sie ihr eigenes Grab in ihrem Garten, da ihr bewusst war, dass kein muslimischer oder christlicher Friedhof sie bestatten würde. Nach ihrem Tod 1981 wurde sie schließlich anonym in der Wüste begraben.

## Reinkarnationsbehauptungen
Eady hatte nach eigenen Angaben Zeit ihres Lebens Visionen und Träume. Im Rahmen einer Séance schrieb sie ihre Geschichte automatisch in altägyptischen Hieroglyphen. Laut diesen war sie in einem früheren Leben ein Mädchen namens Bentreshyt. Dieses wurde von ihren Eltern verlassen und wuchs in einem Tempel auf, wo sie eine Priesterin wurde. Dort traf sie auf Pharao Sethos I. und begann eine Beziehung mit diesem. Als sie von ihm schwanger wurde, beendete sie ihr Leben, da diese Beziehung ein Verbrechen darstellte und zu ihrer Hinrichtung geführt hätte. Eady zeigte später angeblich ein außergewöhnliches Wissen über den Tempel und konnte die Ruinen des verschollenen Gartens des Tempels lokalisieren. Sie konnte auch alte Tunnel und Gräber aufspüren und wusste die genaue Position von Tempelbildern, welche noch nicht veröffentlicht waren.
Ein Artikel der New York Times aus dem Jahr 1987 schrieb eine Biographie über sie als eine „faszinierende und überzeugende moderne Fallgeschichte“ des Reinkarnationsglaubens. Eine alternative Theorie für die Auslösung ihrer Visionen und Erinnerungen war ihr Sturz als Kind, welcher Veränderungen in ihrem Gehirn ausgelöst haben könnte. Trotz ihrer ungewöhnlichen Behauptungen wurden die wissenschaftlichen Veröffentlichungen von Eady anerkannt.

## Publikationen
- A Dream of the Past, 1949, Egyptian State Tourist Board[1]
- A Question of Names, 1970, American Research Centre in Ägypten, Newsletter 71, Seite 10–15[1]
- Some Miraculous Wells and Springs of Egypt, 1970, American Research Centre in Ägypten, Newsletter 75, Seite 17–22[1]
- Warding off an Eclipse, 1972, American Research Centre in Egypt, Newsletter 80-, Seiten 25–27[1]
- Omm Sety’s Abydos, 1979–80, 1982, Journal of the Society for the Study of Egyptian Antiquities
- Abydos: Holy City of Ancient Egypt, 1981, mit H. El Zeini
- Survivals from Ancient Egypt
- Pharaoh: Democrat or Despot, mit Hanny El Zeini, unveröffentlicht

## Bibliografie
- The Search for Omm Sety, Jonathan Cott mit Dr. Hanny El Zeini, Doubleday & Company, 1987, ISBN  0-385-23746-4
- Omm Sety’s Living Egypt: Surviving folkways from Pharaonic Times, Omm Sety (Autor) mit Nicole B. Hansen,  Glyphdoctors Chicago, 2008, ISBN 978-0-9792023-0-8
- Omm Sety’s Egypt, Hanny el Zeini & Catherine Dees, T Lynn’s Press, 2007, ISBN 978-0-9767631-3-0